# 강인의 무덤
"강인의 무덤"은 한국에서 제작된 김시현 감독의 1975년 영화이다. 한용철 등이 주연으로 출연하였고 정진우 등이 제작에 참여하였다.

## 출연

### 주연
- 한용철
- 황인식
- 여수진